# 3488 Brahic
3488 Brahic је астероид главног астероидног појаса са средњом удаљеношћу од Сунца која износи 2,607 астрономских јединица (АЈ).
Апсолутна магнитуда астероида је 13,0.